# Musée Picasso (Paris)
Pour les articles homonymes, voir Musée Picasso.
Le musée Picasso est le musée national français consacré à la vie et à l'œuvre de Pablo Picasso ainsi qu'aux artistes qui lui furent liés.

## Historique
Le musée Picasso est installé dans l'hôtel Salé, un des hôtels particuliers baroques du Marais, dans le 3e arrondissement de Paris.

### De l’hôtel Salé au musée Picasso
Pierre Aubert, seigneur de Fontenay, acheta le 16 mai 1656 aux religieuses hospitalières de Saint-Gervais, pour 40 000 livres, un terrain de 3 700 m2 situé au nord de la rue de la Perle afin d’y faire construire son hôtel particulier. Il choisit comme architecte un jeune inconnu nommé Jean Boulier de Bourges (ou Jean de Boullier). Celui-ci appartenait à une famille de maçons du quartier et son grand-père avait déjà servi la belle-famille de Pierre Aubert de Fontenay : les Chastelain. L’hôtel Aubert de Fontenay, typique du Marais, élevé entre une cour, bordée par des communs au nord et un jardin à l’ouest, fut très vite connu sous le nom d’hôtel Salé, en souvenir de l’origine de la fortune de son propriétaire, chargé de percevoir l’impôt sur le sel — la gabelle. Trois ans plus tard, dans les derniers jours de 1659, les travaux s’achevèrent et Pierre Aubert put s’installer dans son nouvel hôtel. Le décor sculpté, dont celui, fastueux, de l’escalier d’honneur, a été confié aux frères Gaspard et Balthazar Marsy et à Martin Desjardins. En 1660, Pierre Aubert de Fontenay se porta acquéreur de diverses constructions qui gênaient l’accès à la rue Vieille-du-Temple par les jardins. Parmi celles-ci un jeu de paume qui abrita le théâtre du Marais de 1634 à 1673 où Corneille créa ses premières pièces, Pierre Aubert ayant maintenu le bail des comédiens qui y exerçaient leur art. Il ne put cependant jouir longtemps de l’hôtel Salé puisque le procès de Fouquet entraîna sa ruine et la saisie de ses biens en 1663 ! Après la ruine de Pierre Aubert de Fontenay, ce fastueux hôtel fit l’objet de la convoitise de nombreux créanciers d’où une procédure qui dura soixante ans.
Dès la fin du XVIIe siècle, l'hôtel connaît des destinées variées. Ambassade de la république de Venise, institution pour jeunes gens, École centrale des arts et manufactures. Cette dernière destination modifie considérablement l'agencement intérieur du bâtiment. En 1964, la ville de Paris achète l'hôtel Salé, qui est classé monument historique le 29 octobre 1968. De 1974 à 1984, l'hôtel est restauré et retrouve la plupart de ses volumes initiaux.
Picasso a souvent vécu dans de vieilles demeures : châteaux de Boisgeloup et de Vauvenargues, atelier de la rue des Grands-Augustins, Notre-Dame de Vie. L'hôtel Salé, l'un des plus beaux du quartier du Marais, aurait sans doute plu au peintre qui avait déclaré à Gertrude Stein : « Je veux une vieille maison. »
C'est en 1974 que la rencontre entre la collection des œuvres de Picasso et l'hôtel Salé est décidée. En 1976, un concours désigne Roland Simounet pour aménager le musée dans l'hôtel historique entièrement restauré. L'architecte doit respecter le caractère historique du bâtiment tout en prévoyant la présentation et la préservation des œuvres, l'accueil des visiteurs. Les éléments décoratifs, lustres, banquettes, chaises, tables, sont spécialement créés pour le musée par Diego Giacometti. Le musée est ouvert au public en 1985.

### Propriétaires successifs

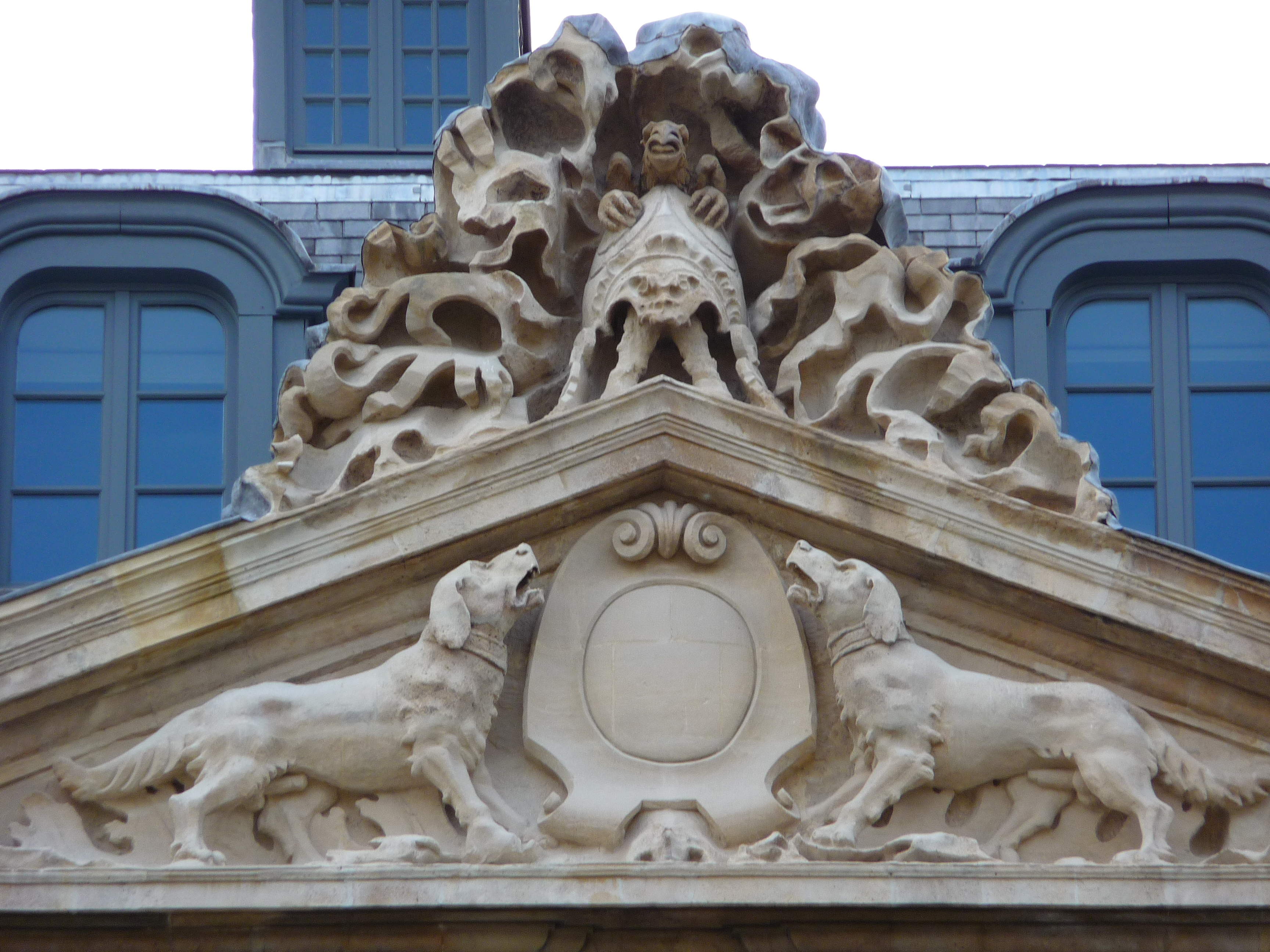
Le fronton de l'hôtel Salé côté jardin où figuraient jadis les armes Aubert : « d'or à trois têtes de chiens/lévriers de sable, posées 2 et 1 ».

L’édifice compte quelques locataires célèbres, parmi lesquels l’ambassadeur de Venise (entre 1668 et 1688), puis, à partir de 1688, François de Neufville, duc de Villeroy, favori de Louis XIV.
L’hôtel, mis en vente par adjudication, est ensuite acquis par Nicolas Le Camus (premier président de la Cour des aides) par adjudication en 1728, puis revendu à Philibert Thiroux de Chammeville en 1756. À son décès, en 1771, c’est sa fille et son gendre, Louis Leclerc, marquis de Juigné, qui en héritent. Ils ne l'habitent pas et le louent au comte de La Luzerne, ministre de la Marine de Louis XVI. Ces deux familles ont émigré.
Saisi à la Révolution française comme bien d’émigrés, l’édifice devient le dépôt national littéraire dans lequel seront rassemblés les ouvrages provenant des couvents environnants. Par la suite, l'hôtel est vendu au citoyen Robert Morel pour le citoyen Louis Nicolas Aubry, qui le revend le 26 messidor an VI (14 juillet 1798) au citoyen Roussilhe Morainville, originaire de Valuéjols dans le Cantal (acte de vente établi par les notaires Maistre et Tirou).
Propriété de la famille Roussilhe, l’hôtel abrite plusieurs institutions, dont la pension Ganser et Beuzelin (qui aura pour élève Balzac en 1815), puis l’École centrale des arts et manufactures, à partir 1829 (bail authentique signé le 13 janvier 1829).
Ce bail, qui dure jusqu'en 1884, est ensuite remplacé par une autre location au bronzier d'art Henri Vian (grand-père de Boris Vian), qui en fait son domicile et y crée une salle d'exposition de ses œuvres.
Le 27 février 1916, meurt mademoiselle Marie-Lucie Roussilhe, née en 1848. Elle est l'unique héritière de toute la fortune des Roussille. Par son testament du 12 août 1915, elle donne l'exclusive propriété de l'hôtel Salé à son petit-neveu, Gabriel Lamouroux, dont elle fait son légataire universel et exécuteur testamentaire pour le partage des autres biens.
Gabriel Lamouroux, avocat à Mauriac (Cantal) , nouveau propriétaire de l'hôtel Salé, a le mérite d'en avoir réparé toutes les toitures et, après le départ des Vian pour la Gironde, d'avoir trouvé un nouveau locataire. C'est la ville de Paris pour l'École (parisienne) des métiers d'arts.
Gabriel Lamouroux meurt le 3 novembre 1962 et, le 24 mars 1964, ses héritiers et certains de ses locataires sont convoqués au Tribunal de grande instance de Paris pour y entendre la lecture de l'ordonnance d'expropriation de l'hôtel (la Ville veut y créer le musée du costume). La décision de la justice, contestée par les expropriés, est confirmée le 3 février 1966 par un jugement du tribunal des expropriations.
La ville de Paris achète donc l'hôtel Salé, mais ne crée pas le musée du costume à cet endroit. Cependant, après le décès de Picasso, elle loue par le biais d'un bail emphytéotique l'hôtel Salé à l'État qui y installera le musée consacré à l'artiste.

## Architecture

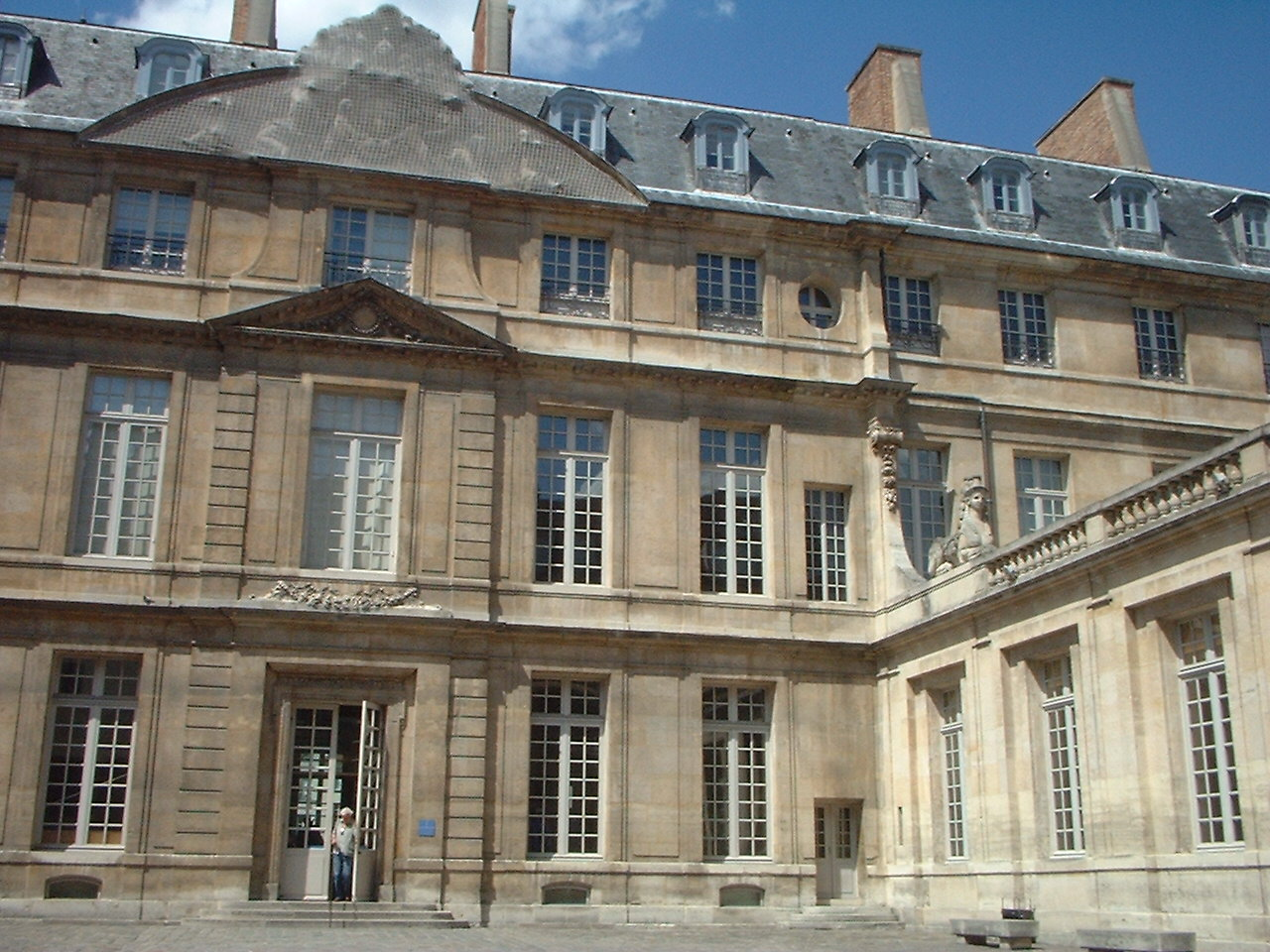
Le musée Picasso côté cour.

### Porche
Le porche ouvre sur une cour en hémicycle légèrement ovale bordée d’ailes basses surmontées d’un toit en terrasse couronné d’une balustrade de pierre. Le côté gauche n’est qu’une construction en trompe-l'œil. Le passage de l’aile droite donne accès à une petite cour, qui abritait autrefois les écuries et les cuisines, débouchant directement rue des Coutures-Saint-Gervais. Un corridor reliait alors directement les cuisines et le corps central du logis.

### Façade principale
La façade principale comprenant un étage et un attique au-dessus du rez-de-chaussée, présente un avant-corps de trois travées, couronné d’un fronton sculpté aux armes d’Aubert (têtes de chiens), et un second avant-corps, d’une seule travée centrale. Côté jardin, la façade est la plus grande du Marais.

### Corps de logis
Le corps de logis, doublé en profondeur pour y aménager une enfilade côté cour et côté jardin, permet par la suite la mise en place d’un escalier sculpté. Plusieurs artistes contribueront au décor de l’hôtel, parmi lesquels Claude Buirette pour les lambris et menuiseries, son fils Jacques, les frères Marsy et Martin Desjardins.

## Le Musée

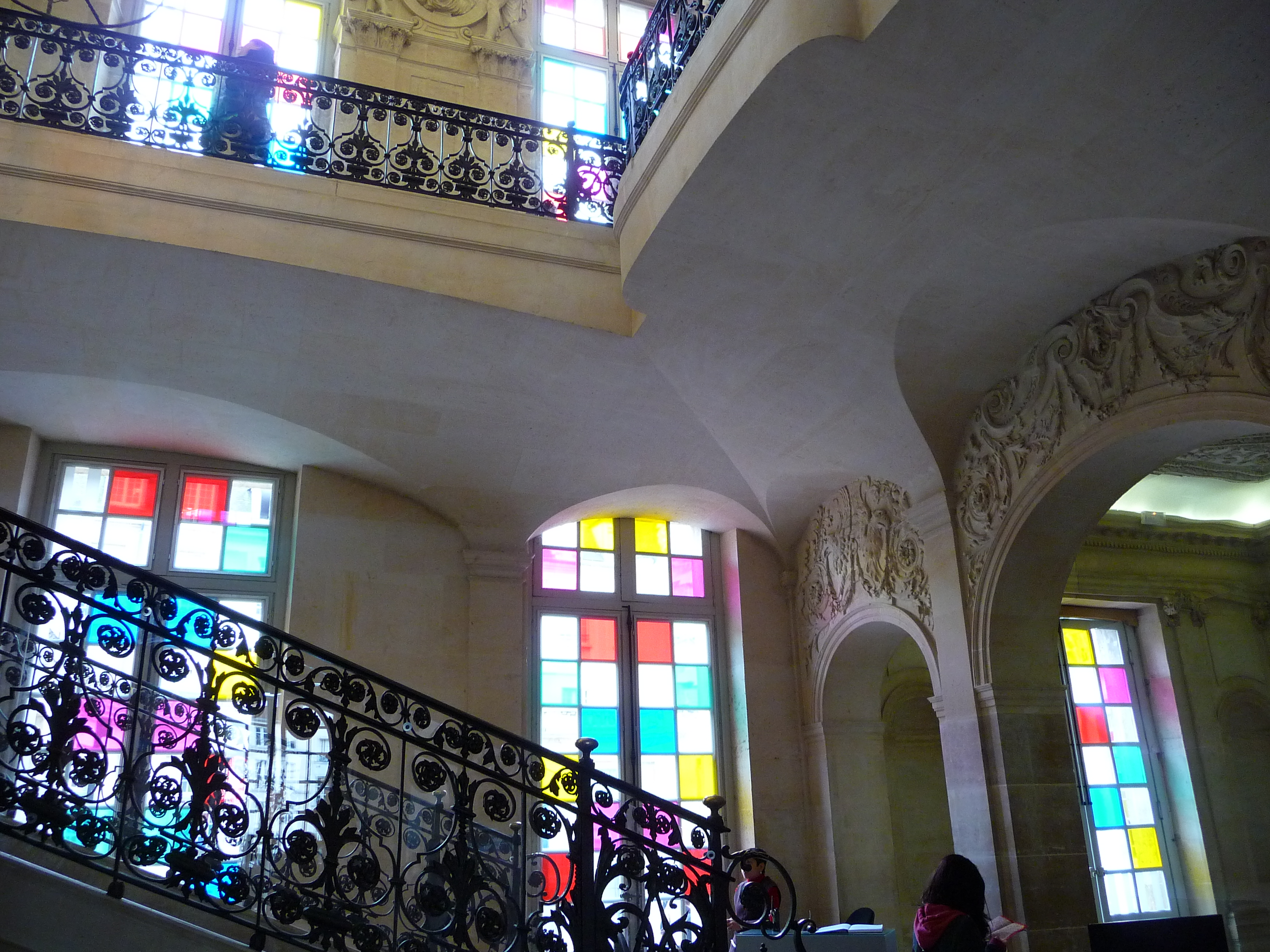
Intérieur.

L’hôtel Salé, entièrement restauré à l’exception des lambris du salon qui ont été masqués, abrite désormais le musée Picasso, aménagé par l’architecte Roland Simounet, et inauguré le 28 septembre 1985. Il renferme la plus riche collection mondiale d'œuvres de l’artiste et couvre toutes ses périodes.

### Collection permanente
À son décès, Picasso a laissé environ 40 000 œuvres dans ses différentes propriétés. Les héritiers ont apporté, dans un premier temps, par la procédure de dation en paiement, 203 peintures, 158 sculptures, 16 papiers collés, 29 tableaux reliefs, 88 céramiques, 1 500 dessins, 1 600 gravures et des manuscrits.
La collection personnelle de Picasso, qu'il avait formée au cours de sa vie en rassemblant des œuvres de ses amis (Braque, Miró, Derain…), de maîtres qu'il admirait (Cézanne, Le Douanier Rousseau, Degas, Le Nain…) et des œuvres premières, avait été donnée à l'État français en 1978 pour être présentée au musée du Louvre. Elle a naturellement rejoint le fonds du musée Picasso. On y relève par exemple Marguerite, le portrait de la fille d'Henri Matisse que Picasso a échangé avec lui en 1907 contre l'une de ses propres peintures.
En 1990, quatre ans après la mort de l'épouse de Picasso Jacqueline Roque, le musée a reçu une nouvelle dation. 47 peintures, 2 sculptures, une quarantaine de dessins, des céramiques, des gravures, enrichissent et complètent ainsi la collection initiale. Enfin, en 1992, les archives personnelles de Picasso ont été données à l'État. Avec leurs milliers de documents et de photographies, qui couvrent toute la vie de Picasso, elles contribuent à faire du musée Picasso le principal centre d'étude sur la vie et l'œuvre de l'artiste.
Les éléments décoratifs au sein des salles d'exposition du musée, lustres, banquettes, chaises, tables, ont été spécialement créés pour le musée Picasso par Diego Giacometti.

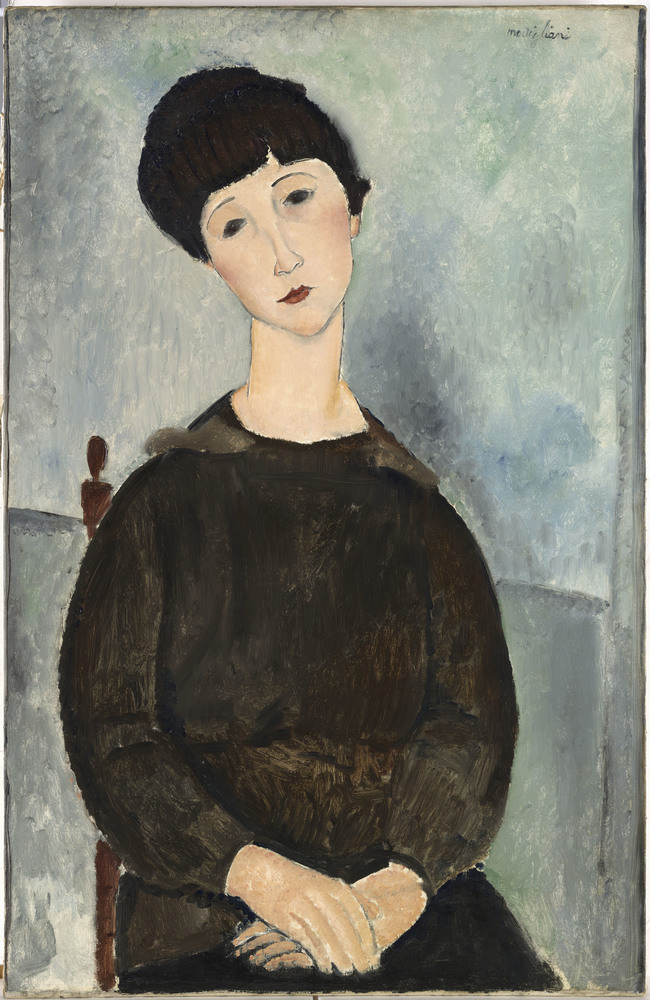
La Chevelure noire, par Amedeo Modigliani, 1918.

La collection en ligne du musée a été refondue en mai 2024 dans le cadre de l'ouverture, prévue en 2025, du Centre d'Études Picasso à proximité du musée dans la cour des chevaux du soleil du quadrilatère des Archives nationales. Elle est également consultable via le site Videomuseum.
A cette date elle comptait 54 712 notices avec 5 051 œuvres, dont 4 838 de Picasso outre 771 reproduites dans des publications, 18 480 photographies, dont 134 par Picasso et 1 863 cartes postales, 434 documents audiovisuels, 9 714 livres, dont 6 760 de sa bibliothèque et 92 illustrés par l'artiste, 9 689 pièces documentaires et 9 371 pièces d'archives sur un total de 200 000. Les œuvres comprennent :
- 307 peintures, dont 265 de Picasso et 42 de sa collection particulière de tableaux de maîtres : 8 Matisse, 7 Renoir, 4 Le Douanier Rousseau, 3 Cézanne, 3 Corot, 2 Braque, 2 Derain, 2 Miró, 1 Courbet, Vuillard, Marie Laurencin, Modigliani, Van Dongen, Ernst, Balthus, Ortiz de Zárate, Le Nain, Maître du Cortège du Bélier et François Bonvin ;
- sur 3 917 œuvres graphiques :
  - 1 879 dessins, dont 1 810 de Picasso, en incluant certains des carnets, 16 de Chirico, 9 de Cocteau, 5 de Seurat, 3 de Derain, Giacometti, Matisse et Max Jacob, 2 de Luis Fernández, Jacques Prévert et Roland Penrose, 1 de Balthus, Braque, Brauner, Cézanne, Corot, Dalí, Laurencin et 14 autres artistes ;
  - 2 237 estampes et affiches, dont 2 216 de Picasso incluant 199 matrices sur cuivre et autre supports, 3 de Julio González, 12 de Degas, 1 de Marcoussis, Antoni Tàpies et Dalí, etc ;
- 223 sculptures dont 203 de Picasso, et 23 des 110 objets africains, océaniens et ibériques de son ancienne collection personnelle ;
- sur 187 objets en trois dimensions :
  - 108 céramiques de Picasso ;
  - 10 tableaux-relief de Picasso ;
  - 2 accessoires de peinture : presse et chaise-palette ;
  - 57 objets mobiliers de Diego Giacometti.

À titre de comparaison, 22 collections publiques françaises conservent des œuvres de Picasso, comme le musée national d'art moderne avec 185 œuvres de l'artiste, dont 72 peintures, 10 sculptures, 73 dessins, etc, le musée Picasso d'Antibes avec 23 peintures et 44 dessins ou le musée de l'Orangerie avec 9 peintures et 3 dessins.

### Fait divers
Le vol d'un carnet de dessins, dont la valeur est estimée à 8 millions d'euros, a été constaté dans le musée le 9 juin 2009.

### Travaux
Le musée national Picasso a été fermé au public pour de grands travaux de rénovation et d'extension, jusqu'à sa réouverture provisoire lors des Journées du Patrimoine des 20 et 21 septembre 2014, puis définitive, avec son nouvel accrochage, le 25 octobre 2014.
En effet, après une période d'études, d'expertises, d'instruction technique et administrative, les travaux ont débuté en septembre 2011, pour une durée de 20 mois.
Le projet de restauration, modernisation et restructuration architecturale de l’hôtel Salé a été confié aux architectes Jean-François Bodin (Bodin & Associés) et à Stéphane Thouin, architecte en chef des monuments historiques, qui ont conduit les travaux dans le respect du monument et du projet initial de Roland Simounet. Selon la volonté d'Anne Baldassari et grâce aux revenus des expositions de la collection à l'étranger, l'ensemble des aménagements qui faisaient défaut au musée ont pu être progressivement traités à l'occasion du même chantier, mais le prétexte des délais, ainsi rallongés, pèsera ensuite sur son éviction. L'accueil, avec sa librairie, ont été agrandis et dotés d'un café ouvrant sur la terrasse dominant la cour, des locaux techniques ont été créés dans un 2e sous-sol et dans l'aile sur jardin surélevée, reliée au musée par la construction de locaux pédagogiques, les bureaux ont été enfin transférés dans un immeuble contigu nouvellement acquis au 20 rue de la Perle, en permettant ainsi de consacrer la totalité de l'hôtel Salé au musée.
Ce projet a triplé la surface dédiée aux collections et à l’organisation d’expositions temporaires.
Lors de la réouverture du musée, le parcours des collections s'est trouvé considérablement enrichi et ce sont plus de 500 œuvres de Picasso qui peuvent ainsi être présentées sur les quatre étages du bâtiment. La visite des collections bénéficie de nouveaux moyens en matière d’accueil culturel, de communication scientifique et d’action pédagogique.
Le nouveau musée Picasso à Paris a été inauguré le 25 octobre 2014 par le président de la République, François Hollande.

### Itinérance internationale
Pendant la durée des travaux, un ensemble représentatif d’œuvres de la collection est présenté dans le cadre de grandes expositions internationales organisées par le musée sous l'intitulé : « Masterpieces from the Musée national Picasso, Paris ». Ces expositions, qui ne sont pas issues de prêts mais de locations, ont rapporté 31 millions d'euros au musée.
De 2008 à 2012, ce programme a compté les étapes suivantes :
- Australie, Brisbane, 9 juin - 14 septembre 2008, galerie d'art du Queensland
- Espagne, Madrid, 6 février - 5 mai 2008, musée national centre d'art Sofía
- Émirats arabes unis, Abu Dhabi, 27 mai - 4 septembre 2008, Emirates Palace, Gallery One
- Japon, Tokyo, 4 octobre - 14 décembre 2008, Suntory Art Museum
- Finlande, Helsinki, 18 septembre 2009 - 28 janvier 2010, musée d'Art Ateneum
- Fédération de Russie, Moscou, 25 février - 23 mai 2010, musée des Beaux-Arts Pouchkine
- Fédération de Russie, Saint-Pétersbourg, 18 juin - 4 septembre 2010, musée de l'Ermitage
- États-Unis, Seattle, 8 octobre 2010 - 17 janvier 2011, Seattle Art Museum
- États-Unis, Richmond, 19 février - 15 mai 2011, musée des Beaux-Arts de Virginie
- États-Unis, Californie, San Francisco, 11 juin - 10 octobre 2011, de Young Museum
- Taiwan, Taipei, 18 juin - 18 septembre 2011, Musée national d’histoire
- Chine, Shanghai, 18 octobre 2011 - 10 janvier 2012, Pavillon chinois
- Australie, Sydney, 12 novembre 2011 - 25 mars 2012, galerie d'art de Nouvelle-Galles du Sud
- Canada, Toronto, 28 avril – 23 août 2012, Musée des beaux-arts de l'Ontario

### Artistes liés à Picasso
- Georges Braque
- Brancusi
- Victor Brauner
- Salvador Dalí
- Robert Delaunay
- Marcel Duchamp
- Albert Gleizes
- Juan Gris
- Fernand Léger
- Lipchitz
- Antonin Mercié
- Modigliani
- Isamu Noguchi
- Picabia
- Man Ray
- Rodin
- Henri Rousseau

### Expositions temporaires du Musée national Picasso
Sauf indication contraire, les expositions ont été présentées au musée Picasso.
- « Picasso vu par Brassaï », 17 juin - 28 septembre 1987
- « Picasso dessinateur », 4 novembre 1987 - 4 janvier 1988
- « Les Demoiselles d'Avignon », 16 janvier - 18 avril 1988
- « Le Dernier Picasso », Centre Georges Pompidou, 17 février - 16 mai 1988
- « Le Crayon qui parle, Picasso poète », 8 novembre 1989 - 29 janvier 1990
- « Picasso, une nouvelle dation », Grand Palais, 15 septembre 1990 - 14 janvier 1991
- « Visages de Picasso », 16 janvier - 8 avril 1991
- « Picasso : Jeunesse et genèse, dessins 1895-1905 », 17 septembre - 25 novembre 1991
- « Picasso à l'écran », Centre Georges Pompidou, 10 juin - 14 septembre 1992
- « Picasso : Le Tricorne », musée des beaux-arts de Lyon, 13 septembre - 15 novembre 1992
- « Picasso et les choses », Grand Palais, 29 septembre - 28 décembre 1992
- « Corps crucifiés », 17 novembre 1992 - 1er mars 1993
- « Picasso : Toros y Toreros », 6 avril - 28 juin 1993
- « Picasso photographe 1901-1916 », 1er juin -17 juillet 1994
- « Max Jacob et Picasso », 30 novembre 1994 - 6 février 1995
- « Picasso et la photographie », octobre-décembre 1995
- « Carnets de dessins de Picasso », 7 février - 6 mai 1996
- « Picasso et le Portrait », Grand Palais, 15 octobre 1996 - 20 janvier 1997
- « Picasso. Gravures 1900-1942 », 29 octobre 1996 - 20 janvier 1997
- « Le Miroir noir. Picasso, sources photographiques 1900-1928 », 12 mars - 9 juin 1997
- « Picasso 1901-1909. Chefs-d’œuvre du Metropolitan Museum of Art », New York, 22 octobre 1998 - 25 janvier 1999
- « David Hockney : Dialogue avec Picasso », 10 février - 3 mai 1999
- « Picasso collectionneur », 23 juin - 27 septembre 1999
- « Brassaï/Picasso. Conservations avec la lumière », 1er février - 1er mai 2000
- « Picasso et le théâtre, les décors d’Œdipe Roi », 14 mars - 4 juin 2001
- « Picasso érotique », Galerie nationale du Jeu de Paume, 19 février - 20 mai 2001
- « Picasso sous le soleil de Mithra », 27 novembre - 4 mars 2002
- « Matisse-Picasso », Grand-Palais, 22 septembre 2002 - 6 janvier 2003
- « Picasso Papiers Journaux », 2 avril - 30 juin 2003
- « Les Archives Picasso. "On est ce que l’on garde !" », 22 octobre 2003 - 19 janvier 2004
- « Picasso Ingres », 17 mars - 21 juin 2004
- « Bacon Picasso, la vie des images », 2 mars - 30 mai 2005
- « Picasso surréaliste », Fondation Beyeler, Riehen-Bâle, 12 juin - 12 septembre 2005
- « Picasso : La Passion du dessin - Autour des Demoiselles d'Avignon », 28 septembre 2005 - 9 janvier 2006
- « Picasso – Dora Maar », 2006
- « Picasso-X-Rays - Photographies de Xavier Lucchesi », 20 septembre 2006 - 08 janvier 2007
- « Picasso/Berggruen. Une collection particulière », 2007
- « Picasso-Carmen, Sol y Sombra », 21 mars - 24 juin 2007
- « Hommage à Guernica - 1937 : Guernica - 2007. Photographies de Gilles Peress », 19 septembre 2007 - 7 janvier 2007
- « Picasso cubiste, 1906-1925 », 19 septembre 2007 - 7 janvier 2008
- « Laboratoire central - Un accrochage de la collection », 20 février - 8 septembre 2008
- « Picasso et les maîtres », Grand Palais, 6 octobre 2008 - 2 février 2009
- « Daniel Buren. La Coupure - Travail in situ, 25 octobre 2008 - 23 août 2009
- « Picasso/Delacroix : Les Femmes d'Alger », Musée du Louvre, 6 octobre 2008 - 2 février 2009
- « Picasso/Manet : Le Déjeuner sur l'herbe », Musée d'Orsay, 6 octobre 2008 - 2 février 2009

### Dirigeants du musée Picasso
- 1989-2005 : Gérard Regnier (plus connu sous son nom de plume, Jean Clair), directeur
- 2005-2010 : Anne Baldassari, directrice[15].

Transformation du musée en établissement public à caractère administratif (EPA) en 2010.
Présidents
- 2010-2014 : Anne Baldassari
- 2014-2014 : Jérôme Bouët (intérim)
- 2014-2021 : Laurent Le Bon
- 2021 : Cécile Debray[16]

Directeurs généraux
- 2010-2012 : Hervé Cassagnabère
- 27 avril 2012[17]- 15 juillet 2013[18] : Laurent Sorbier
- Septembre 2013 - Janvier 2020 : Erol Ok
- Avril 2020 -2021 : Louis Jacquart[19]
- Mars 2022-Juin 2024 : Sabine Longin[20]
- 1er septembre 2024 - ... : Julien Sérignac

### Polémique autour des exigences financières des ayants droit
En 1980, le premier directeur du musée, Dominique Bozo s'est ému dans le New York Times de l’exigence de certains ayants droit de Picasso à recevoir des droits d'auteur alors que la collection appartient à l’État français. Jacqueline Picasso avait pourtant renoncé à ses droits, « [s'estimant] privilégiée d'avoir hérité de tant de millions. » Dominique Bozo a été soutenu par plusieurs grands connaisseurs de l’œuvre de Picasso dont Maurice Fréchuret.

## Identité visuelle
Le nouveau logo du musée Picasso a été créé en 2014 par l'agence française de design c-album, basée à Paris.